# 李健生
李健生（1908年—1990年）原名“李淑嫻”，女，回族，直隶省怀安县人，中国社会活动家，曾任中国农工民主党中央委员会常务委员，政协第一届全体会议代表，第二、五、六、七届全国政协委员。